# 9月0日大冒険
『9月0日大冒険』（くがつぜろにちだいぼうけん）は、日本の児童文学（小学校高学年向け小説）。何も良いことの無い夏休みを過ごした小学生3人が、存在しないはずの日付「9月0日」の恐竜世界で冒険を繰り広げる物語である。作者は児童文学作家のさとうまきこ、1989年（平成元年）に偕成社より刊行。2012年（平成24年）には文庫本版（偕成社文庫）が刊行された。

## あらすじ
主人公の堀沢 純は、喘息の発作や父の急な出張で、小学4年の夏休みは何一つ良いことが無かった。夏休み最後の8月31日が明け、日めくりカレンダーをめくると、日付は「9月0日」であり「冒険に出かけよう」とのメッセージがある。窓の外は住宅街が姿を消し、森林や砂漠が一面に広がっている。純は意を決し、準備を整えて冒険に出かける。
その世界は、恐竜たちが棲息する白亜紀の世界であった。やがて純は、同様に「9月0日」のカレンダーで導かれた級友、理子や明と出逢う。ろくに話もしたことのなかった3人は、衝突し、時には口喧嘩もする。しかし大自然の中を冒険し、ティラノサウルスの襲撃を切り抜けながら、それまで知らなかった互いの一面を知り、理解し合い、友情を深める。夜が更け、3人は冒険を通じて結ばれた絆を確かめ合いつつ、洞窟で眠りにつく。
夜が明けて純が目を覚ますと、そこは自室のベッドの中で、冒険の痕跡はすべて消えている。すべては夢だったのかと思いきや、色白のはずの純の体が、丸一日ずっと屋外で過ごしたように、真っ黒に日焼けしている。純は「9月0日」の世界が真実であったことを確信する。
登校すると教室では、同様に真っ黒に日焼けした理子が待っている。そして、真っ黒に日焼けした明が現れ、3人は固く握手を交わす。病弱な少年、教室一の美少女、ガキ大将と、昨日までは何の接点も無かった3人が、厚い友情で結ばれていることに、級友皆が驚きつつ、物語は終わる。

## 登場人物
堀沢 純（ほりさわ じゅん）
主人公。小学4年生。喘息持ちで色白なため、級友皆から「シラミ」の仇名で皆に馬鹿にされている。かつては「恐竜博士」と呼ばれたほどの恐竜マニアで、「9月0日」の恐竜世界では、その博識さで理子と明を驚かせる。
白鳥 理子（しらとり りこ）
純の級友。皆がアイドルのように憧れる美少女で、優しく、頭も良い。級友の中でただ1人、純を本名で呼ぶ。親から勉強を強いられ、台無しの夏休みを過ごした。
中井 明（なかい あきら）
純の級友。頭に血が上ると手が付けられないといわれるガキ大将。「アギラ」と怪獣のような仇名で呼ばれる。夏休み早々の交通事故で、台無しの夏休みを過ごした。
堀沢 真（ほりさわ まこと）
純の父親。「9月0日」の恐竜世界に、「M・H」のイニシャルや、彼の所有物とおぼしき物が残されていたことで、真もまた、かつてこの世界を訪れたことが示唆されるが、真偽は不明のまま終わる。

## 評価
2002年（平成14年）7月には読売新聞紙上で、史上最年少での文藝賞受賞者として当時の話題となっていた綿矢りさが、夏休みに子供たちに読んでほしい本の一つとして本作を挙げた。綿矢によれば、冒険への出発時に主人公の純が準備万端、理子はポシェットだけ、明は手ぶらで、といった具合に「持ち物が人物紹介になっているのも楽しかった」という。また、情けない少年が主人公であることについて、「人間臭さが現れることで好き」と語っている。
後の文庫本版刊行時には、綿矢が後書きを担当している。この後書きにおいて綿矢は、博識ながらも時に利己的にふるまう純、弱音を吐いてばかりの理子、ガキ大将でありながら実は繊細な明と、冒険における勇者とよべる人物が誰1人いないにも関らず、3人が協力して窮地を切り抜け、結束を深めていく描写のリアルさを高く評価している。